# Microstenus philippinus
Microstenus philippinus là một loài tò vò trong họ Ichneumonidae.